# Andreas Weiß (Orgelbauer, 1722)

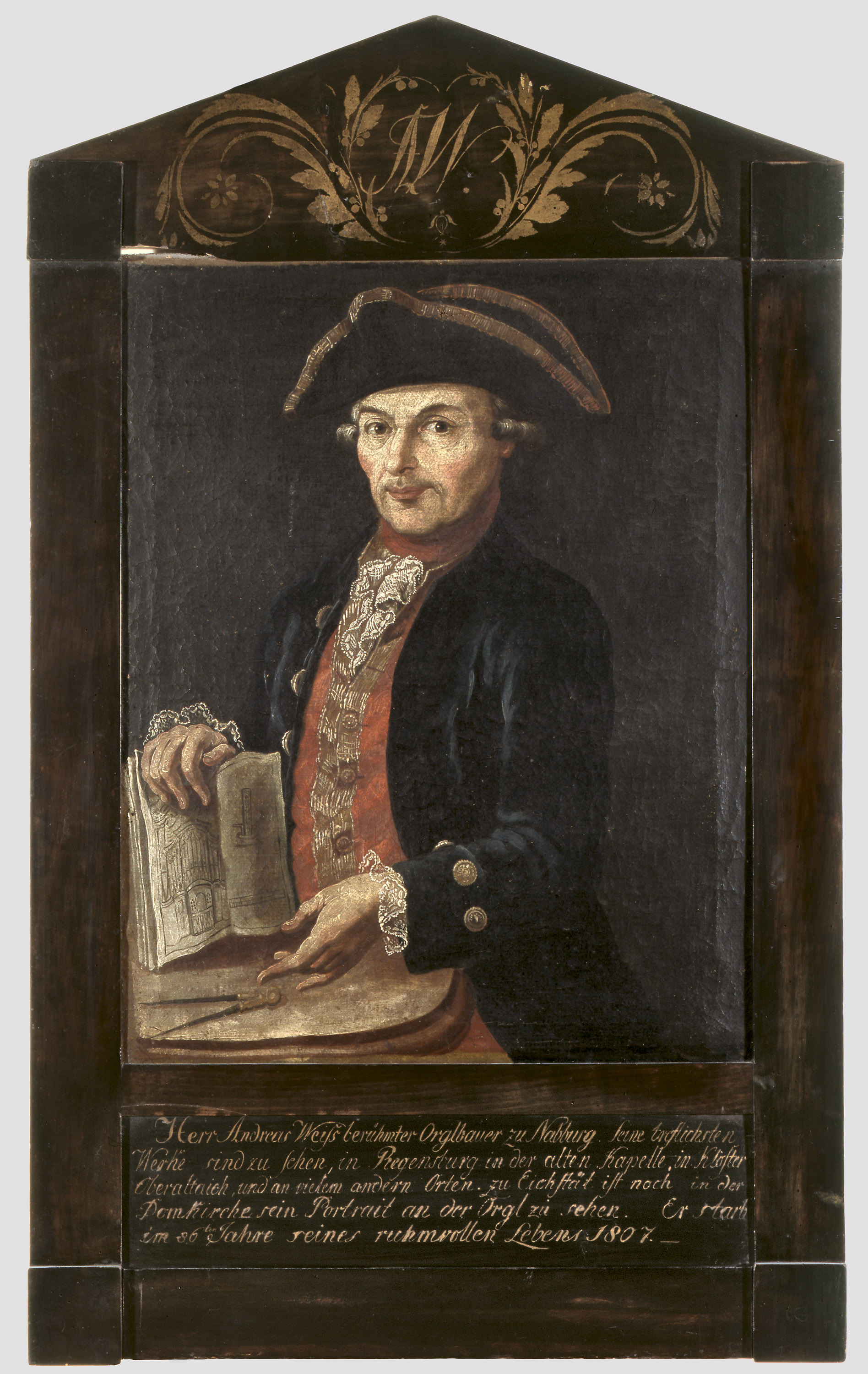
Andreas Weiß

Joannes Andreas Weiß (getauft 11. Juni 1722 in Nabburg; † 16. Februar 1807 ebenda) war der Begründer der Orgelbauer-Familie Weiß, die von 1750 bis 1858 in Nabburg (Oberpfalz) und in Schlesien wirkte.

## Leben
Nach seiner Orgelbauerlehre ließ er sich 1750 in Nabburg nieder. Am 30. April 1754 heiratete er Anna Birgida Kraus. Er baute neue Instrumente vor allem in der mittleren und östlichen Oberpfalz. Er besaß den „kleinen Hofschutz“ und war Mitglied des Inneren Rates seiner Heimatstadt. Seine Nachkommen bauten und warteten Orgeln bis zum Jahr 1858.

## Werkliste
| Jahr      | Ort                                    | Gebäude                                   | Bild | Manuale | Register | Bemerkungen |
| --------- | -------------------------------------- | ----------------------------------------- | ---- | ------- | -------- | --- |
| 1743      | Eichstätt                              | Kloster St. Walburg                       |      | I/P     | 8        | Prospekt erhalten, Werk 1996 Mathis (II/P/27) |
| 1750      | Moosbach                               | St. Peter und Paul                        |      |         |          | Prospekt nicht erhalten, 1856 Neubau Breil, 1898 Neubau Maerz, 1982 Neubau Weise (20/II/P)                                                                                           |
| nach 1750 | Bad Neualbenreuth                      | St. Laurentius                            |      |         |          | Der Gehäusemittelteil trägt die typischen Weiß-Merkmale. 1910 Neubau op. 256 von Binder & Siemann (17/II/P), 2005 Neubau Vleugels mit Rückpositiv (36/III/P)                         |
| 1752      | Eixlberg                               | St. Barbara                               |      | I/P     | 10       | 1972 Renovierung Hirnschrodt, 1993 Restaurierung Hartmann; Prospekt und Werk gut erhalten (2020)                                                                                     |
| 1755      | Roding                                 | St. Pankratius                            |      |         |          | im Bild der Prospekt, 1902 Neubau Steinmeyer op. 749 (15/II/P), 1959 transferiert nach Arnschwang St. Martin. 1991 Neubau Weise (23/II/P, mit Koppelmanual)                          |
| 1755      | Speinshart                             | Klosterkirche Maria Immaculata            |      | I/P     | 9        | 1803 nach Säkularisation des Klosters als Geschenk des Staates nach St. Martin in Griesbach bei Mähring (Bild), nachdem die Kirche 1800 abgebrannt war. 1942 Neubau Weise (12/II/P). |
| 1757      | Eslarn                                 | Mariä Himmelfahrt (Eslarn)                |      | II/P    | 18       | Prospekt erhalten, 1900 Neubau Borgias Maerz, 1973 Neubau Kaulmann (24/III/P), 2021 Renovierung und Erweiterung auf 26/III/P durch Orgelbau Rainer Kilbert                           |
| 1758      | Sulzbach-Rosenberg                     | Loretto-Kapelle                           |      | I/P     | 6        | Prospekt erhalten, 1843 von Specht transferiert nach St. Hedwig. 1925 Neubau Weise (I/P/5)                                                                                           |
| 1759      | Pfreimd                                | Mariä Himmelfahrt                         |      |         |          | Umbau, 1810 Erweiterung um ein Manual J. M. Weiss, 1911 Neubau Binder und Seemann op. 269 (18/II/P), 1979 Neubau Kloss (25/III/P), 2007 Renovierung/Umbau Vleugels                   |
| um 1760   | Nittendorf                             | St. Katharina                             |      |         |          | 1926 Neubau Binder und Siemann op. 422 (10/II/P), 1992 Neubau Sandtner (18/II/P) |
| 1760      | Schwarzenfeld                          | St. Dionys und Ägidius (alte Pfarrkirche) |      | I       | 12       | Prospekt erhalten, 1912 Neubau op. 284 von Binder und Siemann (II/P/16) |
| 1760      | Schwarzhofen                           | Maria vom Siege                           |      | II/P    | 16       | Prospekt erhalten, 1925 Neubau Weise (15/II/P), 1983 Neubau Weise (18/II/P) |
| 1761      | Luhe                                   | St. Martin                                |      | II/P    | 10       | Prospekt erhalten, 1913 Neubau Binder und Siemann op. 307 (20/II/P), 1997 Neubau Thomas Jann (22/II/P)                                                                               |
| 1763      | Sulzbach-Rosenberg                     | St. Johannes                              |      |         |          | Prospekt erhalten, 1909 Neubau Strebel (12/II/P), 1998 Neubau Deininger & Renner (18/II/P)                                                                                           |
| 1765      | Neustadt/Waldnaab                      | Klosterkirche St. Felix                   |      | I/P     | 10       | 1880 transferiert nach Allersburg; dort Prospekt und Werk erhalten |
| 1766      | Flossenbürg                            | St. Pankratius                            |      |         |          | Preis 181 fl. 1899 Neubau Steinmeyer op. 381 (6/I/P), 1982 Neubau Simon (15/II/P) |
| 1766      | Loitzendorf                            | St. Margaretha                            |      |         |          | Prospekt erhalten, 1923 Neubau Weise (9/II/P), 1986 Neubau Weise (9/II/P) |
| 1771      | Ast                                    | Unsere Liebe Frau                         |      | II/P    | 14       | Prospekt und Werk sehr gut erhalten (2022), 1879 Umbau Edenhofer, 1995 Restaurierung / Rekonstruktion Hubert Sandtner (Dillingen)                                                    |
| 1777      | Rauenzell/Krs. Ansbach                 | Kapelle St. Salvator                      |      | I       |          | Auftrag, die von Hering / Berching begonnene Orgel fertigzustellen, dies wurde aber wegen mangelnder Bezahlung nicht vollendet. 1807 Abbruch der Kapelle.                            |
| 1780      | Eichstätt                              | Dom, Willibaldschor                       |      | II/P    | 10       | 1893 Neubau Joseph Bittner (15/II/P), 1973 entfernt. |
| 1782      | Roding                                 | Wallfahrtskirche Heilbrünnl               |      | I/P     | 9        | Prospekt erhalten, darin op. 67 von Binder und Siemann 1898 aus Roding St. Pankratius (12/II/P)                                                                                      |
| 1782      | Ensdorf                                | St. Jakobus                               |      | II/P    | 24       | Prospekt erhalten (Signum im Gehäuse), Neubau op. 302 von 1913 Binder & Siemann, 2009 Generalüberholung Kilbert, Regensburg                                                          |
| 1788      | Furth im Wald                          | Mariä Himmelfahrt                         |      | II/P    | 20       | Prospekt erhalten, 1893 Neubau Steinmeyer op. 488 (25/II/P), Erweiterung Weise auf 32 Register, 1982 Neubau Eisenbarth (Gehäusezusatz, 32/III/P)                                     |
| 1790      | Weiden in der Oberpfalz                | St. Sebastian                             |      |         |          | nicht erhalten. Werk 1947 Steinmeyer (II/P/9) aus Maria Waldrast in Weiden |
| 1791      | Regensburg                             | Alte Kapelle                              |      | II/P    | 29       | 1899 Neubau Binder und Siemann op. 74 (36/II/P), 1974 Neubau Hirnschrodt (32/III/P), 2006 Neubau (Mathis), (40/II/P), Papst-Benedikt-Orgel                                           |
| 1793      | Lappersdorf                            | Mariä Himmelfahrt                         |      |         |          | nicht erhalten; 1903 Neubau Binder und Siemann op. 133, 1983 Neubau Jann (18/III/P), 2016 Überholung Utz.                                                                            |
| 1796      | Nabburg                                | St. Johannes Baptist                      |      | II/P    | 21       | Umbau, nicht erhalten; 1899 Neubau Binder und Siemann op. 78 (20/II/P), 1979 Neubau Nenninger (31/III/P)                                                                             |
| 1796      | Neunaigen                              | St. Vitus und Leonhard                    |      | I/P     | 7        | Prospekt erhalten, 1917 Neubau Ludwig Edenhofer (7/I/P), 1961 Umbau Weise 10/II/P, pneumatische Kegelladen, 2021 Sanierung Markus Bäumler.                                           |
| 1797      | Oberviechtach                          | St. Johannes Baptist                      |      | II/P    | 18       | Prospekt erhalten, 1913 Neubau Weise. 1954, 1964 Umbauten Weise (23/II/P), 2012 Neubau Eisenbarth mit Gehäuse-Zusatz (31/II/P)                                                       |
| 1798      | Wutschdorf                             | St. Martin                                |      | I/P     | 8        | nicht erhalten; 1896 Neubau Steinmeyer op. 554 (13/II/P), 1990 Neubau Mathis (16/II/P)                                                                                               |
| 1799      | Neumarkt                               | St. Johannes                              |      |         |          | Umbau, nicht erhalten, 1982 Neubau Mathis (43/III/P) |
| vor 1800  | Böhmischbruck                          | Mariä Himmelfahrt                         |      |         |          | Prospekt erhalten, 1904 Neubau Binder und Siemann op. 141 (9/I/P), 2009 Neubau Kubak op. 118 (16/II/P, Zimbelstern)                                                                  |
| 1800      | Steinbachwald bei Rauenzell            | ehemalige Wallfahrtskirche St. Salvator   |      |         |          | 1808 abgebrochen |
| vor 1800  | St. Martin (Untertraubenbach) bei Cham | St. Martin                                |      |         |          | 1919 Neubau Edenhofer (11/II/P), 1990 Neubau Weise (17/II/P) |
| 1801      | Oberaltaich                            | Abteikirche Oberaltaich                   |      | II/P    | 21       | Prospekt erhalten; Neubau 1911 Steinmeyer op. 1085 (32/II/P), 1963 Erweiterung Hirnschrodt (48/III/P), auf der Empore links Weise 1950 aus der Schutzengelkirche Straubing (26/II/P) |

### Zuschreibungen
| Jahr | Ort                             | Gebäude          | Bild | Manuale | Register | Bemerkungen |
| ---- | ------------------------------- | ---------------- | ---- | ------- | -------- | --- |
| ?    | Frankenhof, Gemeinde Illschwang | St. Margaretha   |      |         |          | Der Gehäusemittelteil erinnert an Andreas Weiss. Registerbeschriftungen im vormals mittigen Spieltisch sind noch lesbar. 1891 Neubau Steinmeyer op. 441 (4/I/P), seitenspielig     |
| ?    | Pertolzhofen                    | Maria Immaculata |      |         |          | Im typischen Weiß-Gehäuse steht die Orgel op. 332 von Binder und Siemann (1915, 9/II/P), 2003 restauriert von Thomas Jann                                                          |
| 1780 | Wernberg-Köblitz                | St. Anna         |      |         |          | Gehäuse erhalten (Zuschreibung Funtsch, wie bei Fischer / Wohnhaas erscheint nicht plausibel), 1942 Neubau Hirnschrodt, 1954 Umbau (16/II/P), 1980 Verlegung Spieltisch (Hartmann) |

## Nachkommen

### Franz Joseph Weiß (I.)

#### Leben
Franciscus Josephus Weiß (getauft 11. Februar 1755 in Nabburg; † 1. Juli 1825) in Peiskretscham, ein Sohn von Andreas Weiß, ging mit 19 Jahren in die Fremde (Graz, Wien, Pressburg, Budapest, Prag, Leipzig, Berlin, Hamburg, Danzig, Warschau, Breslau) und ließ sich schließlich in Peiskretscham (Oberschlesien) nieder. Er baute traditionelle barocke Instrumente mit einem Manual.

#### Nachgewiesene Werke
- 1783 Keltsch (Kielcza)
- 1790 Braunbach bei Gleiwitz (Rudno)
- 1792 Ackerfelde bei Gleiwitz (Ziemientzitz)
- 1795 Gnadenfeld bei Ratibor (Pawlowiczki), Herrnhuter Brüdergemeine
- 1796 Jarischau bei Groß Strehlitz (Jaryszów)
- 1800 Rachowitz bei Gleiwitz (Rachowice)
- 1805 Pszow bei Rybnik (Pszów)
- 1806 Kochlowitz, Stadtteil von Ruda bei Kattowitz (Kochlowice), Kirche der Muttergottes von Lourdes
- 1807 Rybnik (Ribnich), Kirche der Schmerzensmutter
- 1816 Pniow bei Peiskretscham (Pniów)
- 1817 Odersch bei Ratibor (Oldrisov, heute tschechisch)
- 1819 Neustadt (Prudnik), evangelische Kirche Augsburger Bekenntnis
- 1820 Lubschau bei Lublinitz (Lubsza)
- 1822 Cosel (Kozle)

### Johann Michael Weiß

#### Leben
Joannes Michael Weiß (* 19. Januar 1766 in Nabburg; † 22. August 1848), ein Sohn von Andreas Weiß, übernahm 1807 von diesem die Orgelbau-Werkstatt und führte sie fort. 1839 erblindete er am grauen Star, ab da führte sein Sohn Joseph die Werkstatt.

#### Nachgewiesene Werke
| Jahr    | Ort             | Gebäude                       | Bild | Manuale | Register | Bemerkungen |
| ------- | --------------- | ----------------------------- | ---- | ------- | -------- | --- |
| 1805    | Strahlfeld      | St. Barbara                   |      | I/P     | 9        | Im Gehäuse Inschrift „gebauet ... 1805 im Monat July“, 1827 Reinigung und Stimmung J. M. Weiß, 2004 Restaurierung und Erweiterung Weise (15/II/P)                                                                   |
| 1806    | Hohentreswitz   | St. Bartholomäus              |      | I/P     | 7        | nicht erhalten; 1921 Neubau Binder und Siemann op. 371 (9/II/P), neugotischer Prospekt, 1997 Neubau Weise (10/II/P)                                                                                                 |
| 1808    | Altfalter       | Alte Kapelle St. Bartholomäus |      | I/P     | 7        | Prospekt erhalten; 1930 Neubau Binder und Siemann op. 462 (7/I/P), 2014 Neubau Kilbert (6/I/P) |
| 1810    | Pfreimd         | Mariä Himmelfahrt             |      | II/P    | 16       | 1759 Umbau wie schon Andreas Weiß im erhaltenen Prospekt von 1690 (Kannhäuser?), 1911 Neubau op. 269 Binder und Siemann (18/II/P), 1979 Neubau Kloss (25/III/P), 10 Register übernommen, 2007 Renovierung Vleugels. |
| 1814    | Pförring        | St. Leonhard                  |      |         |          | Prospekt erhalten, 1904 Neubau Binder und Siemann op. 142 (14/II/P), 2011 Neubau Sandtner op. 332 (24/II/P) |
| 1818    | Harrling        | St. Bartholomäus              |      | I/P     | 8        | Prospekt erhalten, darin pneumatisches Werk aus dem Lehrerseminar Straubing, 1889 Maerz (13/II/P), Transfer 1956 (Weise)                                                                                            |
| 1820    | Pösing bei Cham | St. Vitus                     |      | II/P    | 10       | Prospekt erhalten; 1909 Neubau Binder und Siemann op. 234 (8/II/P), 1996 Neubau Weise (14/II/P) |
| 1827/29 | Tännesberg      | St. Michael                   |      | I/P     | 12       | Prospekt erhalten, 1923 Neubau Binder und Siemann op. 389 (16/II/P), 1983 Neubau Weise (22/II/P) |
| 1831    | Fahrenberg      | Mariä Heimsuchung             |      | I/P     | 12       | Prospekt erhalten; 1959 Neubau Friedrich Meier op. 1 (18/II/P), 1979 Reparatur Kloss, 1992 Reinigung Hartmann. |
| 1832    | Wolfring        | St. Michael                   |      | I/P     | 10       | 1942 Neubau Weise (11/II/P), 2005 Neubau Hubert Sandtner (Dillingen) (14/II/P), Gehäuse um Seitentürme ergänzt. |
| 1832    | Etsdorf         | St. Barbara                   |      | I/P     |          | 1923 Neubau Steinmeyer op. 1352 (5/I), 1962 Neubau Weise (7/I/P), 1994 Transfer in die erweiterte Kirche mit Umbau                                                                                                  |
| 1833    | Pischdorf       | St. Stephan                   |      | I/P     | 6        | 1998 Neubau Weise (7/I/P) |

### Zuschreibungen
| Jahr      | Ort            | Gebäude                      | Bild | Manuale | Register | Bemerkungen |
| --------- | -------------- | ---------------------------- | ---- | ------- | -------- | --- |
| nach 1836 | Burglengenfeld | Kreuzbergkirche, erbaut 1836 |      | I/P     | 7        | Typischer Weiss-Prospekt, es käme auch Joseph Weiss II. in Frage, Gehäuse erhalten, darin Binder und Siemann 1914 (7/I/P) |

### Joseph Weiß (II.)

#### Leben
Joseph Weiß (* 8. März 1788 in Nabburg; † 13. Oktober 1858 ebenda), ein Sohn von Johann Michael Weiß, führte die Werkstatt in 3. Generation fort. Sie erlosch mit seinem Tod.

#### Werke
| Jahr | Ort                                | Gebäude                       | Bild | Manuale | Register | Bemerkungen                                                                               |
| ---- | ---------------------------------- | ----------------------------- | ---- | ------- | -------- | ----------------------------------------------------------------------------------------- |
| 1841 | Stamsried                          | St. Johann Baptist            |      | I/P     | 12       | Erweiterung der Orgel, Prospekt erhalten, 1920 Neubau Weise, 1984 Neubau Weise (17/II/P)  |
| 1845 | Schwarzach                         | St. Ulrich                    |      |         |          | Gehäuse erhalten; 1914 Neubau op. 322 von Binder und Siemann (7/I/P), 1989 Umbau Hartmann |
| 1846 | Koppenwall, Gemeinde Pfeffenhausen | St. Bartholomäus (Koppenwall) |      |         |          | 1923 Neubau Weise (I/3), 2015 Neubau Kilbert (7/I/P)                                      |
| 1849 | Oberpfreimd                        | St. Martin                    |      |         |          | nicht erhalten, 1880 Neubau Heinrich Buck (Bayreuth) (5/I/P)                              |